# Manuel Tavares
Manuel Tavares ou Manuel de Tavares (Portalegre (Portugal), c. 1585 — Cuenca (Espanha), 14 de outubro de 1638) foi um compositor português que trabalhou em Espanha como mestre de capela no período do Barroco inicial.

## Biografia
Manuel Tavares nasceu por volta de 1585 na cidade de Portalegre. Aprendeu na catedral da sua cidade natal com o mestre António Ferro (tal como Manuel Leitão de Avilez que teve uma carreira semelhante). Terá contraído matrimónio com Ana Manuel e tido um filho chamado Nicolau Tavares (ou Nicolás Tavares de Olivera). Este aprendeu com o pai a arte da música.

Eventualmente foi para Espanha conseguindo por volta de 1609 e com apenas 24 anos o cargo de mestre de capela da Catedral de Baeza. Em 1612 deixou Baeza para ocupar o cargo correspondente na Catedral de Múrcia, aí ficando até 1631, ano em que se torna mestre de capela da Catedral de As Palmas da Grã-Canária. O seu filho Nicolau colaborou com o mesmo nas suas funções catedralícias até conseguir emancipar-se como mestre de capela da Catedral de Cádis.

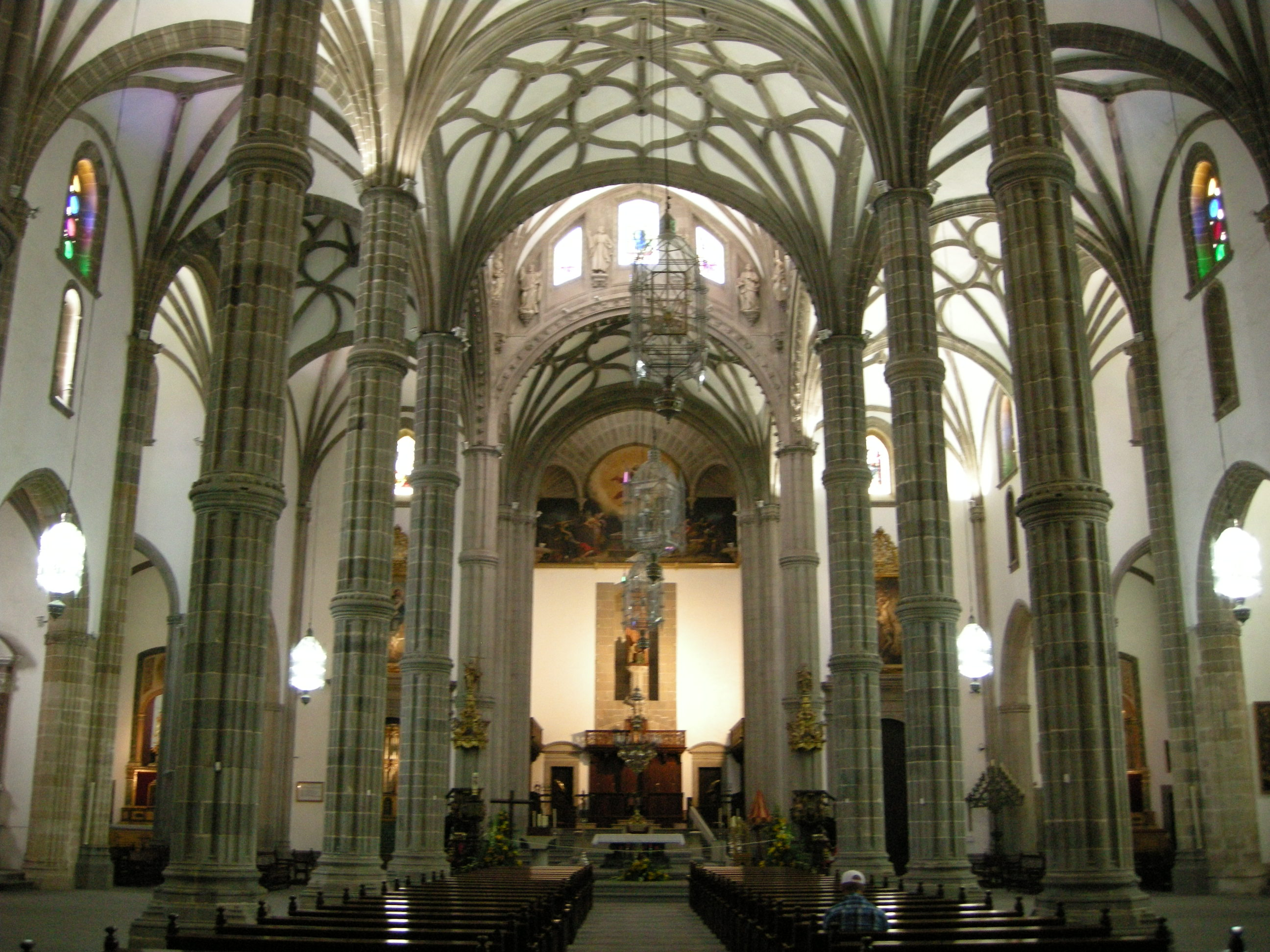
Catedral-basílica de Santa Ana das Canárias

Em 1638, Manuel Tavares deixou a catedral insular para buscar emprego numa das catedrais peninsulares, efetivamente conseguindo-o na Catedral de Cuenca, migrando com a sua esposa e filhos. Contudo, adoeceu e tornou-se incapaz de trabalhar e sustentar a sua família, tendo então as autoridades eclesiásticas chamado a substituí-lo o seu filho Nicolau Tavares que deixou então Cádis. A 14 de outubro de 1638, Manuel Tavares morreu, seguindo-o, poucos dias depois, a sua esposa Ana Manuel, pelo que Nicolau ficou responsável pela atividade da catedral, seus irmãos e a sua própria esposa e filhos, aparentemente vivendo em instabilidade económica. Segundo Diogo Barbosa Machado, morreu jovem na mesma cidade, contando com apenas 25 anos.

## Obras
Manuel Tavares foi um dos mais distintos compositores do seu tempo e comprovando-o, sabe-se que a Biblioteca Real de Música reunia uma grande quantidade das suas obras até à sua destruição pelo sismo de Lisboa de 1755. Pelo menos 28 obras sobrevivem em diversos arquivos de Espanha e América Latina que mostram um estilo tradicionalista (isto é, seguindo os cânones da música maneirista) mas com características bastante inovadoras que indiciam a emergência do estilo barroco.

## Gravações
- 2014 — La Creación Musical en Canarias 41 — Obras Policorales de Manuel de Tavares y de N. Tavares…. Grupo vocal Odhecaton. Piros.